# Beas de Granada
Beas de Granada és un municipi andalús situat en la part oriental de la Vega de Granada (província de Granada). Limita amb els municipis de Huétor Santillán, Quéntar, Dúdar i Granada
El terme municipal de Beas de Granada té una extensió de 23,20 km². El nucli urbà es localitza a 37° 13′ de Latitud Nord i 3° 28′ de Longitud Oest a 1.071 metres d'altitud sobre el nivell del mar.